# 대니얼 카티어

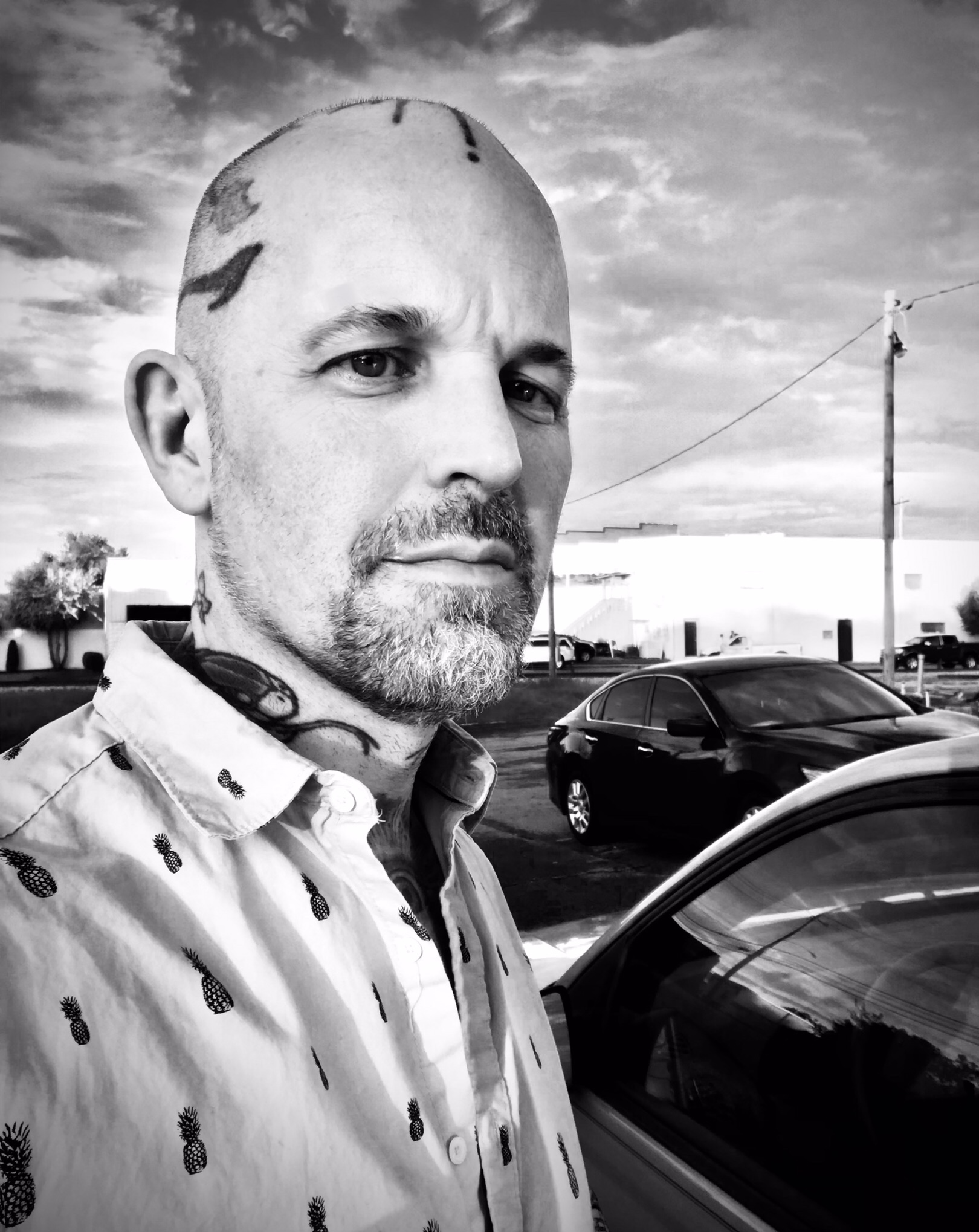

다니엘 카티에르(Daniel Cartier, 1969년 6월 25일 ~ )는 미국의 싱어송라이터, 가수, 작곡가이다.

## 영화
- 프러팅 위드 안소니 (2005년)